# Ise (nave da battaglia)
La Ise (伊勢?) fu una nave da battaglia classe Ise della Marina imperiale giapponese impostata il 10 maggio 1915 nel cantiere di Kawasaki, Kōbe, varata il 12 novembre 1916 e completata il 15 dicembre 1917. Il nome era in omaggio alla vecchia provincia di Ise.

## Storia
Originariamente destinata a essere una nave della classe Fuso, le modifiche applicate furono sufficienti a classificarle in una nuova classe.
Non prese parte ad alcuna azione significativa durante la prima guerra mondiale.
Negli venti e trenta venne sottoposta, come la nave sorella, a estese modifiche, ma comunque allo scoppio della seconda guerra mondiale, la sua relativamente bassa velocità, il suo numeroso equipaggio e l'alto consumo di carburante la relegarono a un ruolo secondario e non combattette come nave da battaglia.
Per compensare parzialmente la perdita delle portaerei alla battaglia delle Midway fu parzialmente convertita in portaerei (o meglio nave appoggio idrovolanti) rimuovendo le torrette dei cannoni di poppa per rimpiazzarle da un hangar sormontato da un ponte di volo. Gli aerei avrebbero dovuto essere lanciati da una catapulta e recuperati dal mare mediante una gru. Era previsto un complemento di 14 bombardieri in picchiata Yokosuka D4Y, cambiati successivamente in idrovolanti Aichi E16A, ma comunque a causa della scarsità di aerei e piloti non fu mai effettivamente equipaggiata con aerei.
Fu gravemente danneggiata nella battaglia del Golfo di Leyte del 23-26 ottobre 1944. Ritornò ai cantieri navali di Kure e non prese parte a ulteriori operazioni. Venne infine affondata dagli aerei statunitensi mentre era ancorata nel cantiere di Kure il 28 luglio 1945. La sezione rimasta sott'acqua dello scafo venne lasciata dove si trovava e smantellata senza essere fatta riemergere tra il 9 ottobre 1946 e il 4 luglio 1947.

## Ufficiali comandanti
| Ufficiale comandante                                                                    | dal               | al                |
| --------------------------------------------------------------------------------------- | ----------------- | ----------------- |
| Saburo Hyakutake Capo ingegneri costruttori                                             | 1º settembre 1916 | 1º dicembre 1916  |
| Yoshima Akizawa Capo ingegneri costruttori                                              | 1º dicembre 1916  | 15 dicembre 1917  |
| Yoshima Akizawa                                                                         | 15 dicembre 1917  | 1º dicembre 1918  |
| Shozo Kuwashima                                                                         | 1º dicembre 1918  | 20 novembre 1919  |
| Hiroshi Furukawa                                                                        | 20 novembre 1919  | 20 novembre 1920  |
| Hisashi Yokoo                                                                           | 20 novembre 1920  | 1º dicembre 1921  |
| Naotaro Nagasawa                                                                        | 1º dicembre 1921  | 1º dicembre 1922  |
| Norikazu Kanna                                                                          | 1º dicembre 1922  | 1º dicembre 1923  |
| Heizaburo Fukuyo                                                                        | 1º dicembre 1923  | 1º dicembre 1924  |
| Kenikichi Wada                                                                          | 1º dicembre 1924  | 22 agosto 1925    |
| Sueki Yonemura                                                                          | 22 agosto 1925    | 1º dicembre 1925  |
| Katsutaro Taoka                                                                         | 1º dicembre 1925  | 1º dicembre 1926  |
| Togo Kawano                                                                             | 1º dicembre 1926  | 1º dicembre 1927  |
| Michijiro Nambu                                                                         | 1º dicembre 1927  | 10 dicembre 1928  |
| Kanekoto Iwamura                                                                        | 10 dicembre 1928  | 5 ottobre 1929    |
| Keitaro Hara                                                                            | 5 ottobre 1929    | 1º dicembre 1930  |
| Rokuro Hani                                                                             | 1º dicembre 1930  | 1º dicembre 1931  |
| Mineichi Koga                                                                           | 1º dicembre 1931  | 1º dicembre 1932  |
| Hiroyoshi Tabata                                                                        | 1º dicembre 1932  | 15 novembre 1933  |
| Koki Yamamoto                                                                           | 15 novembre 1933  | 1º novembre 1934  |
| Mitsumi Shimizu                                                                         | 1º novembre 1934  | 31 ottobre 1935   |
| Gunpei Sekine                                                                           | 31 ottobre 1935   | 16 novembre 1936  |
| Sanjiro Takasu                                                                          | 16 novembre 1936  | 1º dicembre 1937  |
| Tamon Yamaguchi                                                                         | 1º dicembre 1937  | 15 novembre 1938  |
| Gisaburo Yamaguchi                                                                      | 15 novembre 1938  | 15 novembre 1939  |
| Sentaro Omori                                                                           | 15 novembre 1939  | 15 ottobre 1940   |
| Gihachi Takayanagi                                                                      | 15 ottobre 1940   | 25 settembre 1941 |
| Isamu Takeda                                                                            | 25 settembre 1941 | 25 aprile 1943    |
| Shinzaburo Hase (promosso contrammiraglio il 1º novembre 1943.)                         | 25 aprile 1943    | 25 dicembre 1943  |
| Noboro Nakase (promosso contrammiraglio il 15 ottobre 1944.)                            | 25 dicembre 1943  | 25 febbraio 1945  |
| Kakuro Mutaguchi (morto in azione promosso postumo a contrammiraglio il 24 luglio 1945) | 25 febbraio 1945  | 24 luglio 1945    |
| Nessuno assegnato                                                                       | 24 luglio 1945    | 28 luglio 1945    |